# Echinodium spinosum
Echinodium spinosum är en bladmossart som beskrevs av Juratzka 1866. Echinodium spinosum ingår i släktet Echinodium och familjen Echinodiaceae. Inga underarter finns listade i Catalogue of Life.